# Nora Bergslags Veteran-Jernväg

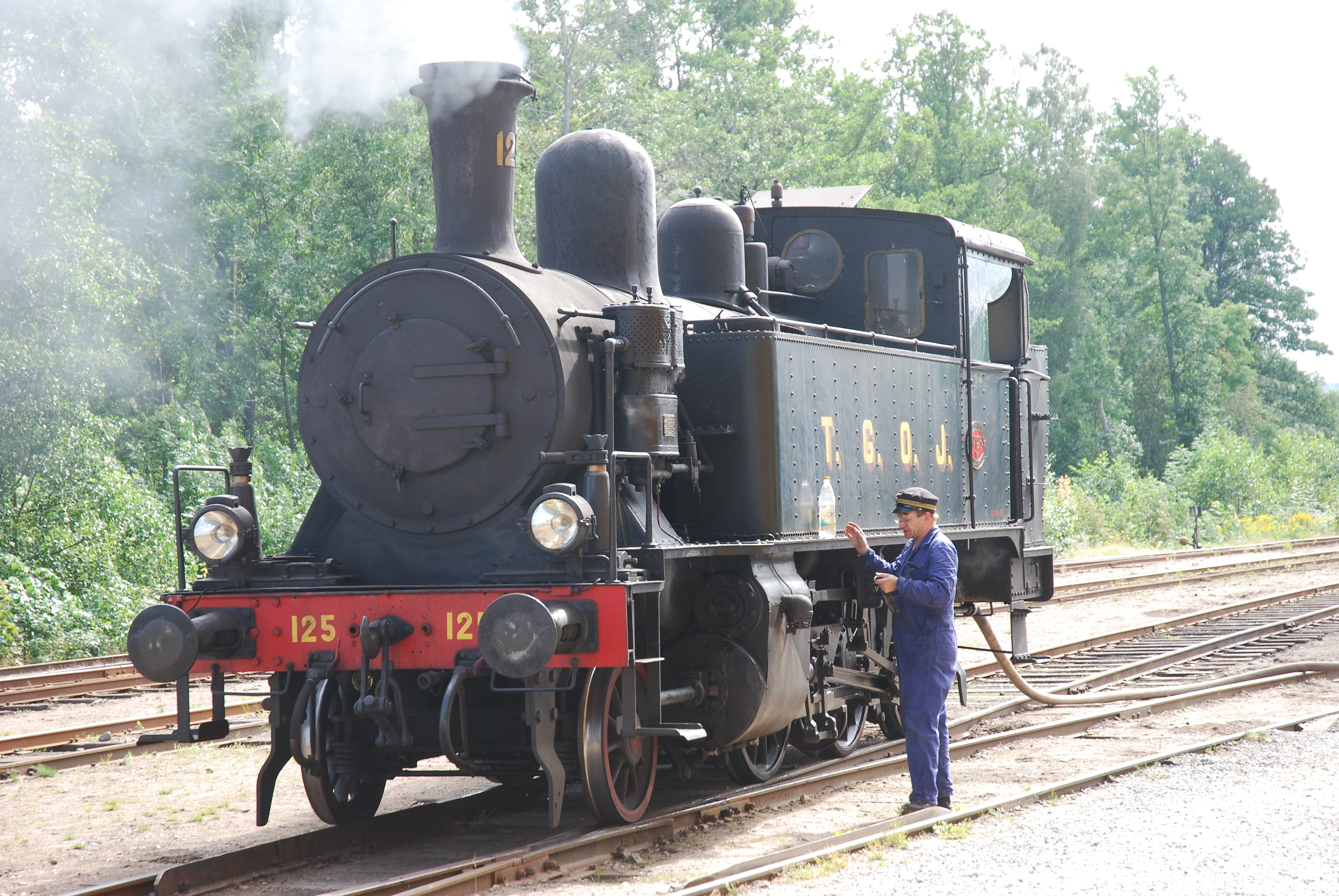
Lokomotiv TGOJ nr 125 på NBVJ:s banområde i Nora

Nora Bergslags Veteran-Jernväg (NBVJ) är en museijärnväg med centrum i Nora. Här finns bland annat en normalspårig museibana med ånglok, rälsbussar och lokomotorer. Banans totala längd är 25 kilometer och spårvidden 1 435 millimeter. Här finns en välbevarad järnvägsmiljö med bland annat ett av landets första stationshus, byggt 1854 i Järle.

## Historik
Föreningen räknar sitt ursprung från 1970-talet, då det uppstod planer på en normalspårig museijärnväg i Mellansverige. Tidigt inriktades planerna på att bevara en del av tidigare Stockholm–Västerås–Bergslagens Järnvägar (SWB) och 1975 grundades Museiföreningen Stockholm-Wästerås-Bergslagens Järnväg. Målet var att köpa ett före detta SWB-lok från SJ och renovera det i tid till SWB:s 100-årsdag i september 1976. Så skedde också; man tog över ett ånglok littera H3 från Stockholms ånglokssällskap. År 1977 hade föreningen samlat ihop 15 fordon, och de tillfälliga lokalerna i Enköping blev för små. Man funderade på att ta över tidigare Uppsala–Enköpings Järnväg, men planerna föll av ekonomiska orsaker. År 1977-1978 hotades Nora Bergslags Järnväg (NBJ) av nedläggning. En gradvis avveckling hade redan inletts men företagets trafikinspektör Ragnar Nordenmalm hade startat en intressegrupp för att bevara järnvägsmiljön i Nora. Museiföreningen gjorde ett besök i Nora, och gradvis övergick allt fler delar av anläggningen i föreningens disposition, medan föreningen körde trafik mellan Nora och Järle. År 1988 firade man 10-årsjubileum i Nora. Fordonssamlingen hade nu växt till hundratalet fordon. Redan samma år hade banan ett stort underhållsbehov, och föreningen fick allt mer att göra. Då NBJ slutligen lades ner i och med årsskiftet 1985/86 blev även bandelen Gyttorp-Bofors ledig. År 1998 hade samlingen fordon dubblerats och föreningen körde sporadisk trafik från Nora. Samma år ledde en urspåring i Öfalla till trafikstopp på sträckan Gyttorp-Bofors, och trafiken återgick till sträckan Nora-Järle. År 2004 kunde föreningen inleda ett stort upprustningsarbete av banan med hjälp av EU-medel. Banan visade sig dock vara i sämre skick än förväntat, och pengarna räckte inte helt som planerat. Däremot kunde trafik åter köras på hela banan. Eftersom linjen Nora–Ervalla öppnades för trafik 5 mars 1856, och därmed blev Sveriges första normalspåriga järnvägslinje, förlades en del av de svenska järnvägarnas 150-årsjubileumsfirande till Nora dit kung Carl XVI Gustaf kom på besök 5 juni 2006.

## Delad förvaltning och konflikt med stiftelsen
Nora Bergslags Veteran-Jernväg och stiftelsen Nora Järnvägsmuseum och Veteranjärnväg förvaltar gemensamt anläggningen. År 1985 fick stiftelsen i praktiken hela anläggningen i gåva av SJ genom överlåtelsebrev. Stiftelsen finansierar, genom bidrag från sina ägare, en del av det arbete som NBVJ lägger ner på banan, bland annat i form av banunderhåll. Från 2019 och framåt fick NBVJ ca 400 000 kr per år för att bekosta delar av banunderhållet. År 2022 lyckades inte föreningen förbruka hela beloppet, men hoppades kunna föra över det till 2023 efter vad man uppfattade var en överenskommelse om detta med stiftelsen, vilket då skulle leda till en budget om 625 000 kr för 2023. Stiftelsen kunde emellertid inte föra över några pengar mellan budgetåren och kvar blev 200 000 kr. För att inte äventyra trafiksäkerheten ställde då NBVJ in trafiken till säsongen 2024. NJOV konstaterade att stiftelsen inte kunnat ordna fram de medel från sina ägare som NBVJ uppfattade sig ha blivit lovade, men konstaterade att man ville bidra till att lösa den uppkomna situationen. Läget ledde till att delar av styrelsen för NBVJ avgick och en ny styrelse valdes därför i juni 2024. Den nya styrelsen arbetade därefter för att återstarta trafiken under augusti 2024.